# Ernst Ewers
Ernst Gustav Ewers (* 29. September 1873 in Düsseldorf; † 14. November 1940 in Hamburg) war ein deutscher Marineoffizier, zuletzt Konteradmiral.

## Kaiserliche Marine: Vorkriegszeit
Ewers war Sohn des Düsseldorfer Genremalers Heinz Ewers und dessen Ehefrau Maria, geborene aus’m Weerth, sowie Bruder des Schriftstellers Hanns Heinz Ewers. Er durchlief die typische Ausbildung zum Seeoffizier der Kaiserlichen Marine, einschließlich der zweijährigen weiterführenden Bordausbildung als Seekadett ab 1892 auf der Panzerfregatte König Wilhelm.
Sein erstes eigenes Kommando war das Torpedoboot S 67, das er als Oberleutnant zur See bis zum 8. Mai 1900 befehligte. Es folgte eine Versetzung auf das am 15. Mai 1900 in Dienst gestellte und für die Ostamerika-Station vorgesehene neue Kanonenboot Luchs, das dann jedoch wegen des Boxeraufstandes nach China zum Ostasiatischen Kreuzergeschwader geschickt wurde und am 7. Juli 1900 von Kiel nach Ostasien auslief. Im Adress-Buch des Deutschen Kiautschou-Gebiets von 1902 wird Kapitänleutnant Ewers als I. Offizier der Luchs aufgeführt, und von Januar bis März 1903 diente er in Vertretung auch als deren Kommandant. Wann Ewers nach Deutschland zurückkehrte, ist ungewiss. Er durchlief in der Folge die Stabsoffziersausbildung und diente in verschiedenen Stabs- und Borddienststellungen.

## Erster Weltkrieg
Beim Beginn des Ersten Weltkriegs wurde Ewers, inzwischen Fregattenkapitän, zum Kommandanten des bereits 1909 außer Dienst gestellten und nun am 2. August 1914 reaktivierten Kleinen Kreuzers Nymphe ernannt, mit dem er am 8. August 1914, als das Schiff einsatzbereit war, die Führung der Hafenflottille Elbe übernahm. Am 3. Januar 1915 stellte er, als dessen erster Kommandant, den neuen Kleinen Kreuzer Regensburg in Dienst, mit dem er im Rahmen der II. Aufklärungsgruppe vor allem an Vorstößen in der Nord- und Ostsee beteiligt war und Minenoperationen sicherte. Von März bis Mai 1915 war Ewers, nunmehr als Kapitän zur See, Kommandant des Kleinen Kreuzers Kolberg, zu dieser Zeit Flaggschiff des II. Führers der Torpedoboote, Kapitän zur See Karl von Restorff. Danach übernahm er den ebenfalls bei Kriegsbeginn reaktivierten Kleinen Kreuzer Niobe, mit dem er bis September 1915 Küstenwachdienst in der Deutschen Bucht durchführte; gleichzeitig war er Befehlshaber der Hafenflottille der Jade und Weser. Am 8. September 1915 verließ er die Niobe und übernahm das alte Küstenpanzerschiff Heimdall, das seit dem 1. September der Küstenschutzdivision der Ems angehörte, und damit auch die Position des Chefs Küstenschutzdivision der Ems. Diese Dienststellung hatte er bis zum 2. März 1916 inne, als die Heimdall außer Dienst gestellt wurde.
Nach einem halben Jahr in einer Stabsstelle diente Ewers im August 1916 in Vertretung als Kommandant der Preußen und im September 1916 kurzzeitig als Kommandant des alten Linienschiffs Hessen, wechselte aber noch im gleichen Monat auf die als Schulschiff genutzte Schlesien, die er bis Juni 1917 befehligte. Vom 10. Juni bis zum 23. Juli 1917 war er vertretungsweise Kommandant des Linienschiffs Westfalen, danach vom 3. bis zum 24. August des Dreadnoughts König Albert. Dieses Großlinienschiff befehligte er dann erneut vom 1. Dezember 1917 über das Kriegsende hinaus bis zum 3. Dezember 1918. Der letzte Einsatz des Schiffs war im Vorpostendienst in der Deutschen Bucht und endete am 10. November in Wilhelmshaven, wo sich die Besatzung umgehend dem Matrosenaufstand und damit der Novemberrevolution anschloss. Ewers überführte sein Schiff gegen Ende November 1918 im Verband der Hochseeflotte in die Internierung in Scapa Flow und kehrte dann nach Deutschland zurück.

## Vorläufige Reichsmarine
Nach Kriegsende wurde er am 23. Juni 1919 in der Vorläufigen Reichsmarine zum Kommodore und Befehlshaber der Sicherung der Ostsee ernannt. Am 8. März 1920 erfolgte seine Beförderung zum Konteradmiral. Bereits wenige Tage danach geriet er in die Verwicklungen des am 13. März 1920 begonnenen Kapp-Putsches, als er am 18. März 1920 als Nachfolger des wegen seiner Unterstützung für die Putschisten abgesetzten Konteradmirals Magnus von Levetzow zum Chef der Marinestation der Ostsee ernannt wurde. Bereits am nächsten Tag ließ Levetzov, der seine Ablösung nicht anerkannte, Ewers von republikfeindlichen Truppen verhaften. Erst als Levetzov sich am 21. März aus Kiel absetzte, konnte Ewers seine neue Funktion wieder übernehmen. Allerdings wurde er bereits am 23. März selbst abgelöst und zur Verfügung des Chefs der Marinestation der Ostsee bzw. des Chefs der Admiralität gestellt. Mit Wirkung vom 30. September 1920 wurde er in den Ruhestand verabschiedet.